# Церква Сан Лоренсо (Алмансил)
Церква Сан Лоренсо, Алмансил (порт. Igreja de São Lourenço (Almancil)) — храм і шедевр барокового інтер'єру на півдні республіки Португалія.

## Історія
Найстаріша згадка про церкву знайдена в книзі «Livro да Freguesia de São João da Venda» з датуванням 23 травня 1684 року. Пізніше церкву згадували в лютому 1693 та в 1715 рр., але про кінець будівництва споруди не йшлося.
З напису на хорах стало відомо, що декор із синьо-білих кахлів створений 1730 року майстром  Полікарпо де Олівейра Бернардес. У період між  1868—1869 роками був відновлений хор з деревини, але декор з азулежу залишався недоторканим. Лише при облаштуванні двох нових ніш у XIX столітті були перекладені на невеликій площі кольорові кахлі.
1968 року керівництво релігійної громади провело ремонти даху та каплиць, були зняті дерев'яні хори, амвон і бічні вівтарі,  викладені тротуари і наведено порядок на старому кладовищі.
28 лютого 1969 року  стався черговий землетрус. Мури церкви потріскалися, були пошкодження арок і ризниці. Ремонтно-відновлювальні роботи проведені 1970 року з частковим зняттям сюжетних кахлів, ремонтом стін і арок, вирівнюванням поверхонь. Кахлі укладали на колишні місця, але на новому розчині з піску і цементу. Роботи проводив відділ Генерального директората по спорудам і національним пам'яткам Португалії .

## Опис храму
Церква Сан Лоренсо, шедевр провінційного бароко Португалії 17-18 століть. Церква розташована на східному боці поселення неподалік від цвинтаря. Архітектор споруди невідомий. Вибудована з цегли, потинькована і вибілена крейдою ззовні.  Кути споруди, карнизи, портали і пілястри виконані з місцевого каменю аліканте.
Однонавна, сама нава позбавлена вікон. Вікна розташовані лише у вівтарній частині церкви, котра контрастує яскравим освітленням із напівтемною навою.
Має бічні каплиці та ризницю. Над прямокутною ризницею в північного боку споруди височить дзвіниця. Сходи розташовані ззовні довгою смугою і спираються на додатковий мур і північну стіну  самої церкви. Даху над сходами нема. Біле тло стін на фасадах храму прикрашене лише пишними порталами та важкими карнизами.

## Інтер'єр

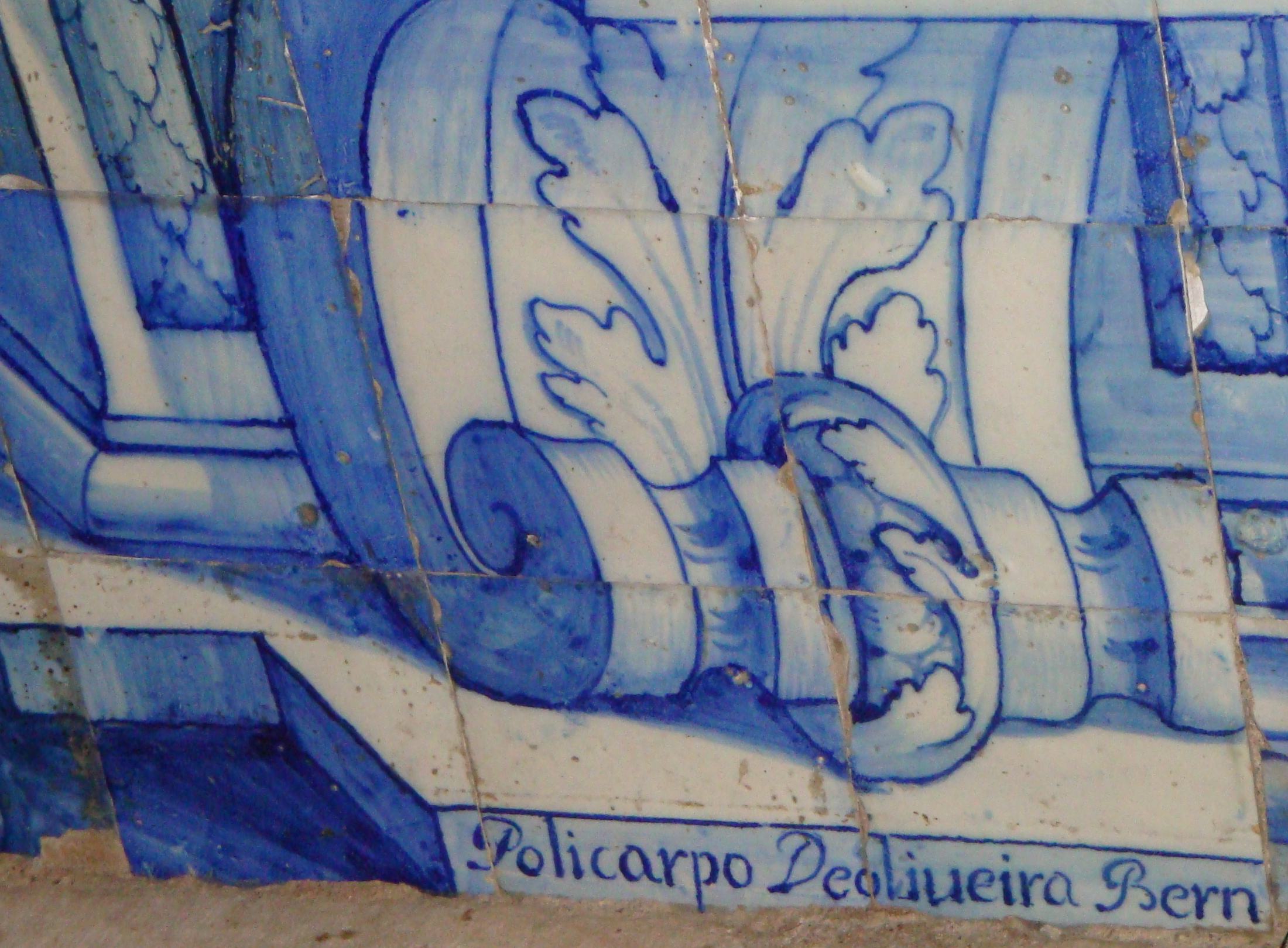
Підпис Полікарпо да Олівейра Бернардеса (1695 - 1778) на кахлях

Родзинкою провінціальної церкви Сан Лоренсо став декор з кольорових кахлів, котрі відомі в Португалії як азулежу. Синьо-білі кахлі—азулежу вкривають усі чисто стіни і стелі церкви. Бічні мури в інте'єрі розділені аркадою, в нішах котрої розташовані картини-сцени з житія Св. Лоренсо, виконані розписами кобальтом на кахлях. На сюжетних кахлях такі сцени з написами латиною —
- «Св. Лаврентій сцілює двох сліпих»
- «Св. Лаврентій роздає милостиню жебракам храмовим майном»
- «Св. Лаврентій на аудиєнції у папи римського Сикста ІІ»
- « Перемови св. Лаврентія з імператором Валеріаном І»
- «Мученицька смерть Св. Лаврентія» тощо.

Декор із синьо-білих кахлів доповнює золочене дерево головного вівтаря храму, ствоюючи дивовижну картину барокового інтер'єру, гідного прикрасити і столичну церкву. Хоча засоби декорування церкви важко назвати коштовними, позаяк використані дешеві матеріали. Декор із синьо-білих кахлів таким чином став замінниками живопису олійними фарбами чи фресок. Живопису нема і на головному вівтарі, позаяк в провінції було важко знайти майстерного художника. Вівтар в церкві архітектурний і прикрашений лише скульптурами.
Над головним вівтарем - невеликий підбанник і баня, в інтер'єрі вони теж вкриті кольоровими кахлями з архітектурним декором і орнаментами.
Подібні сюжетні і орнаментальні кахлі мають церква Милосердия Віана-ду-Каштелу,  де працювали Полікарпо де Олівейра Бернардес та його батько Антонио де Оливейра Бернардес  та в церкві Франциска Ассізького у Фаро.

## Галерея вибраних фото

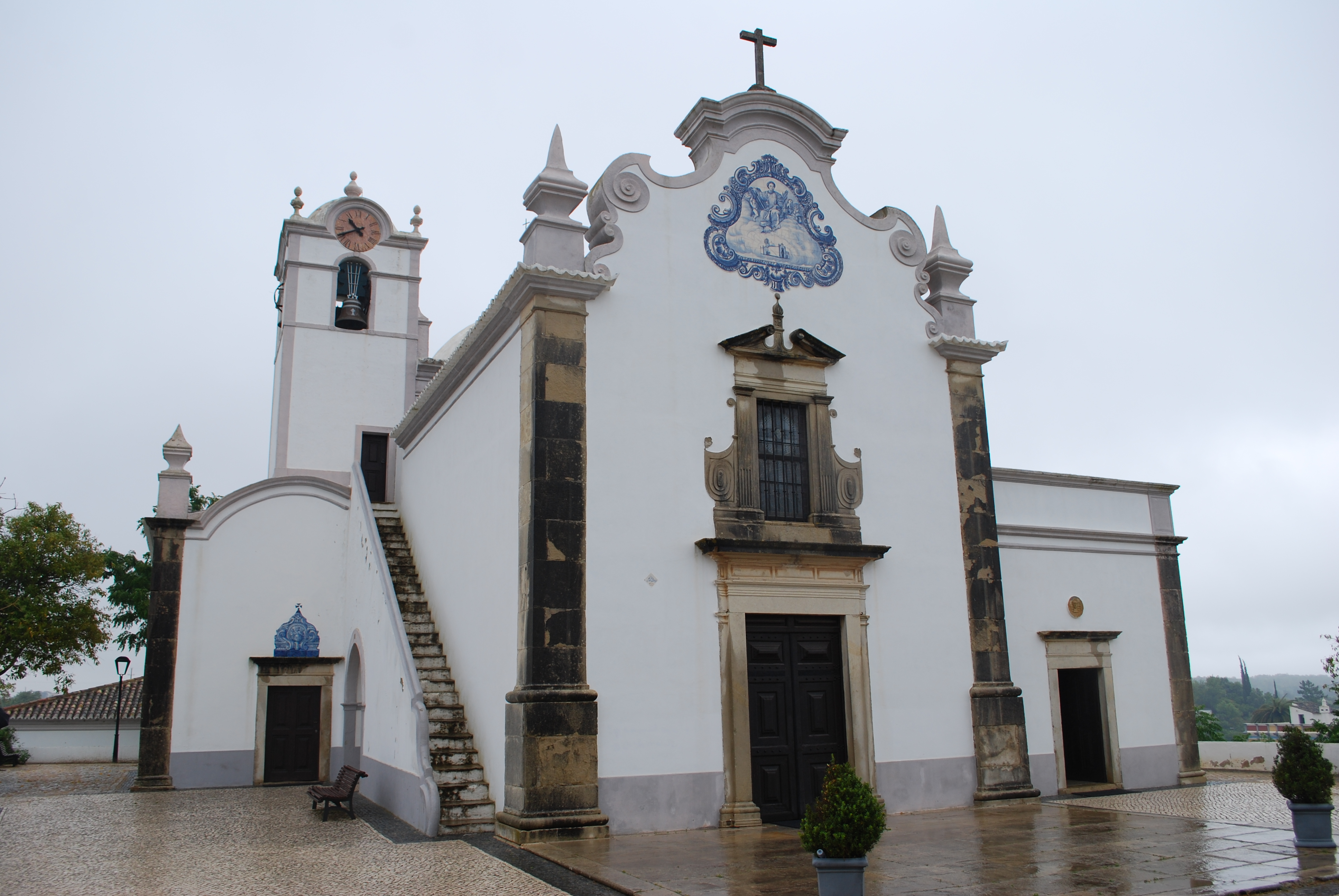
Церква Сан Лоренсо, головний вхід.

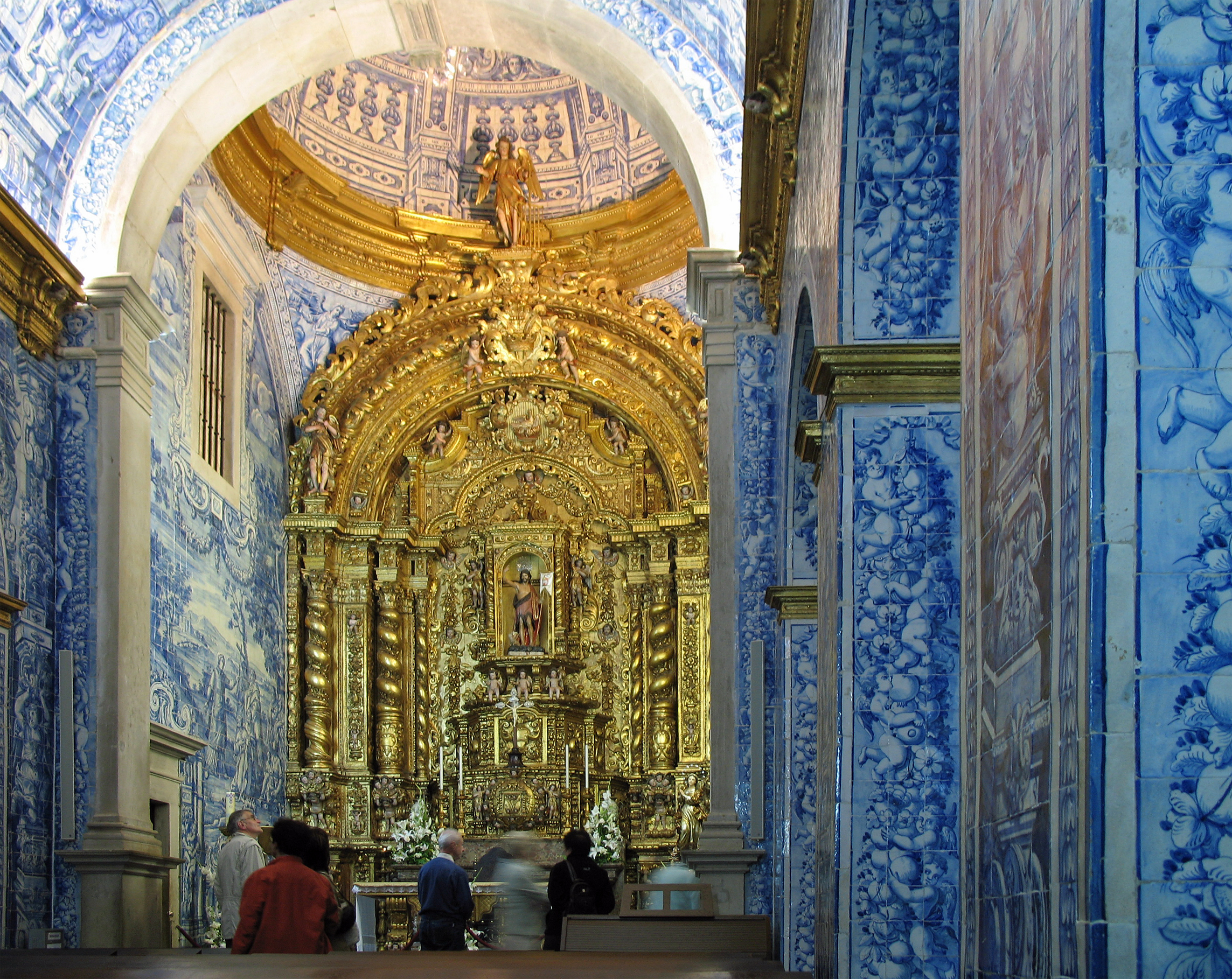
Церква Сан Лоренсо, головний вівтар, фото 2013 року

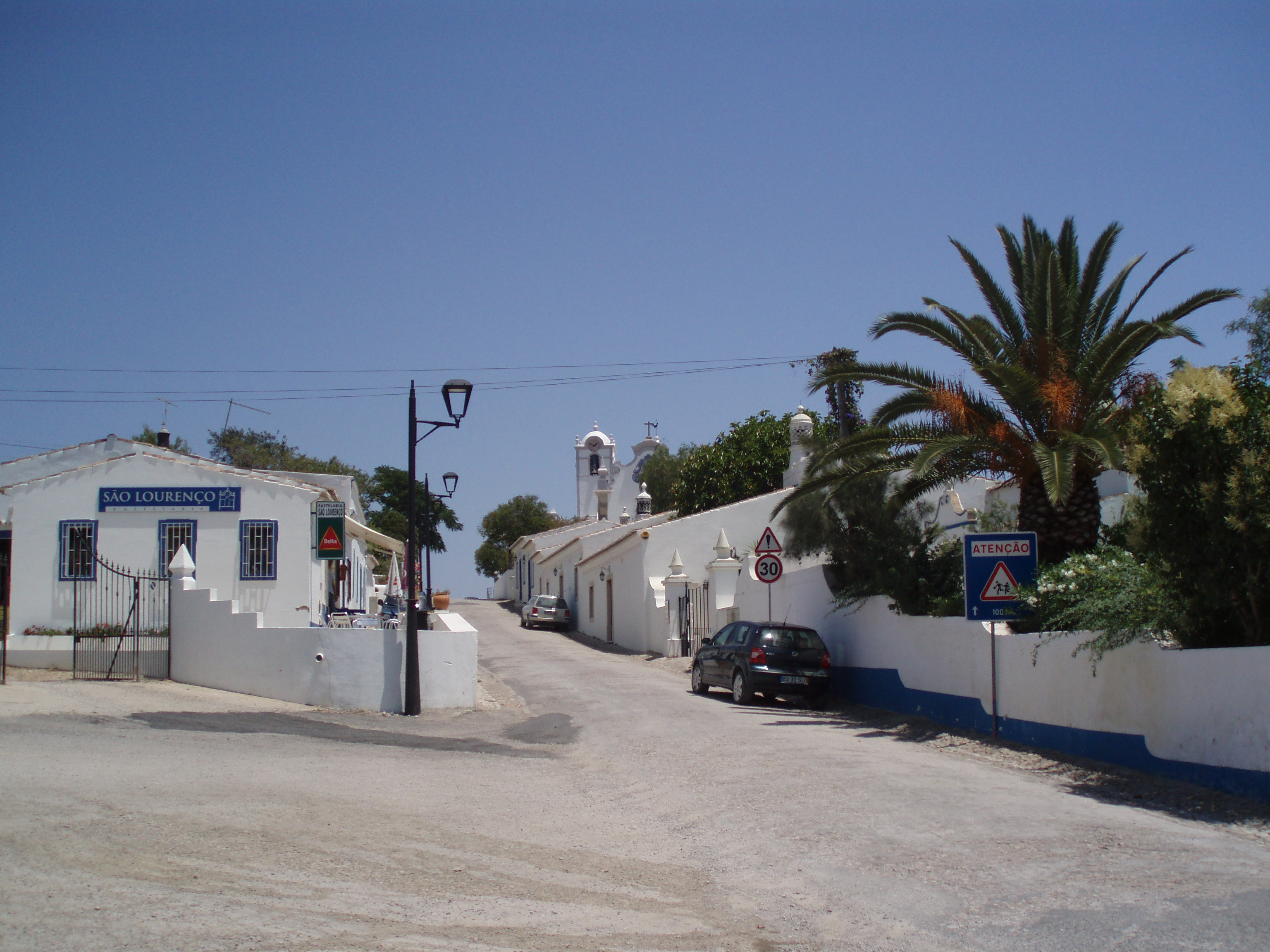
Вуличка провінційного Алмансила.
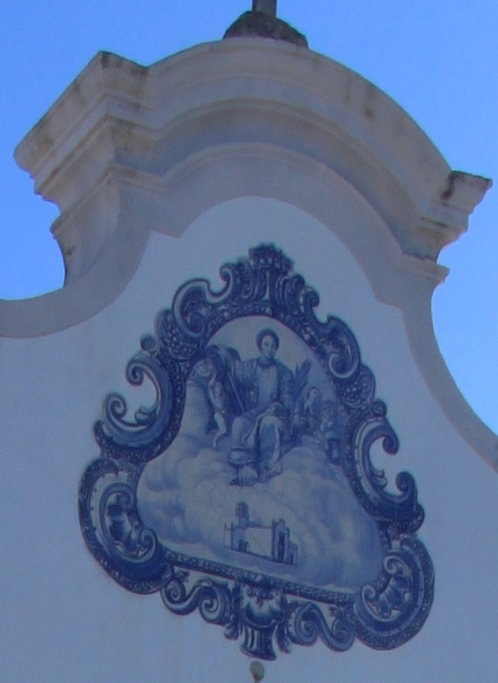
Головний фасад з фігурним фронтоном і сюжетним панно азулежу.
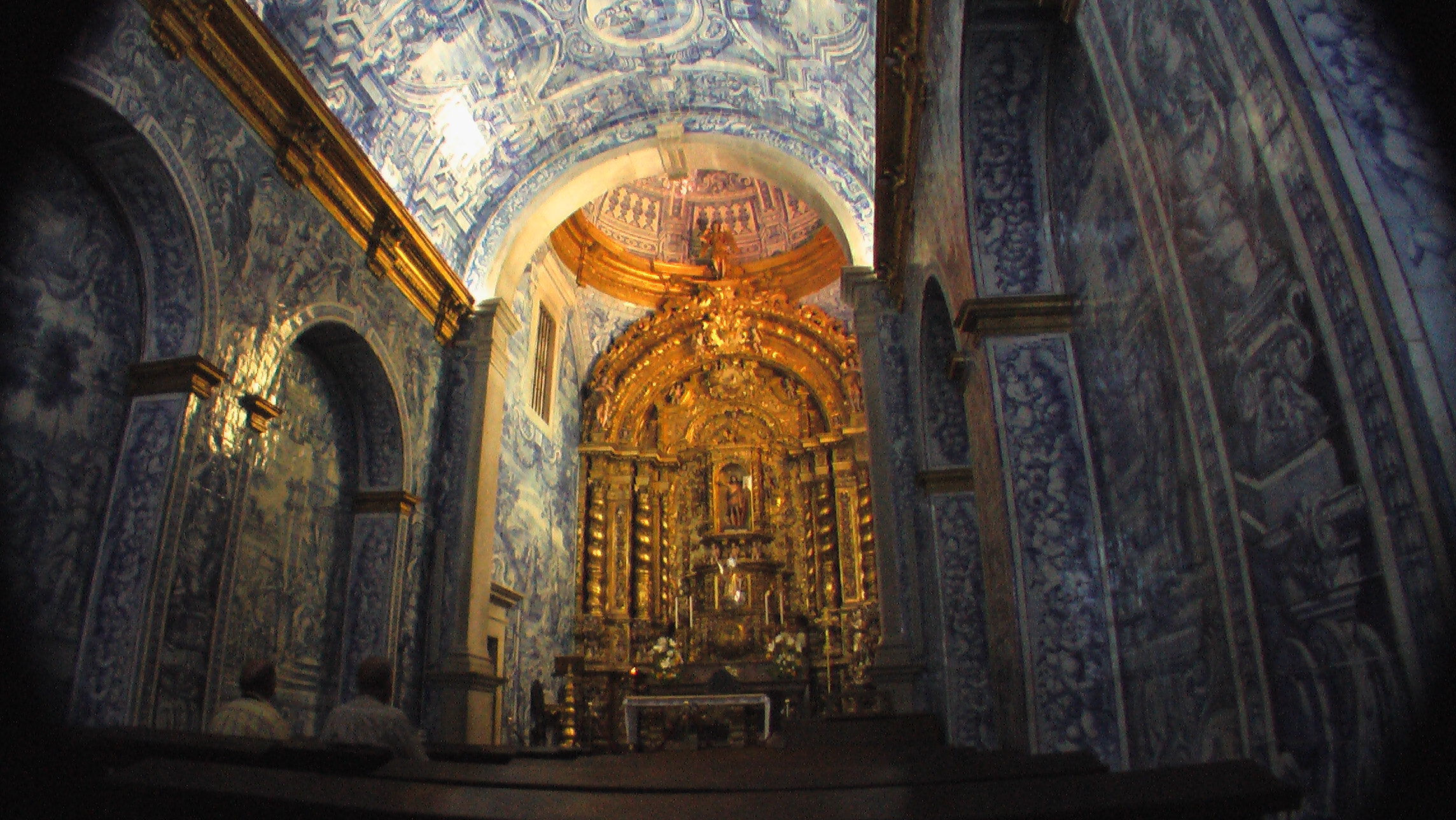
Нава церкви і головний вівтар.
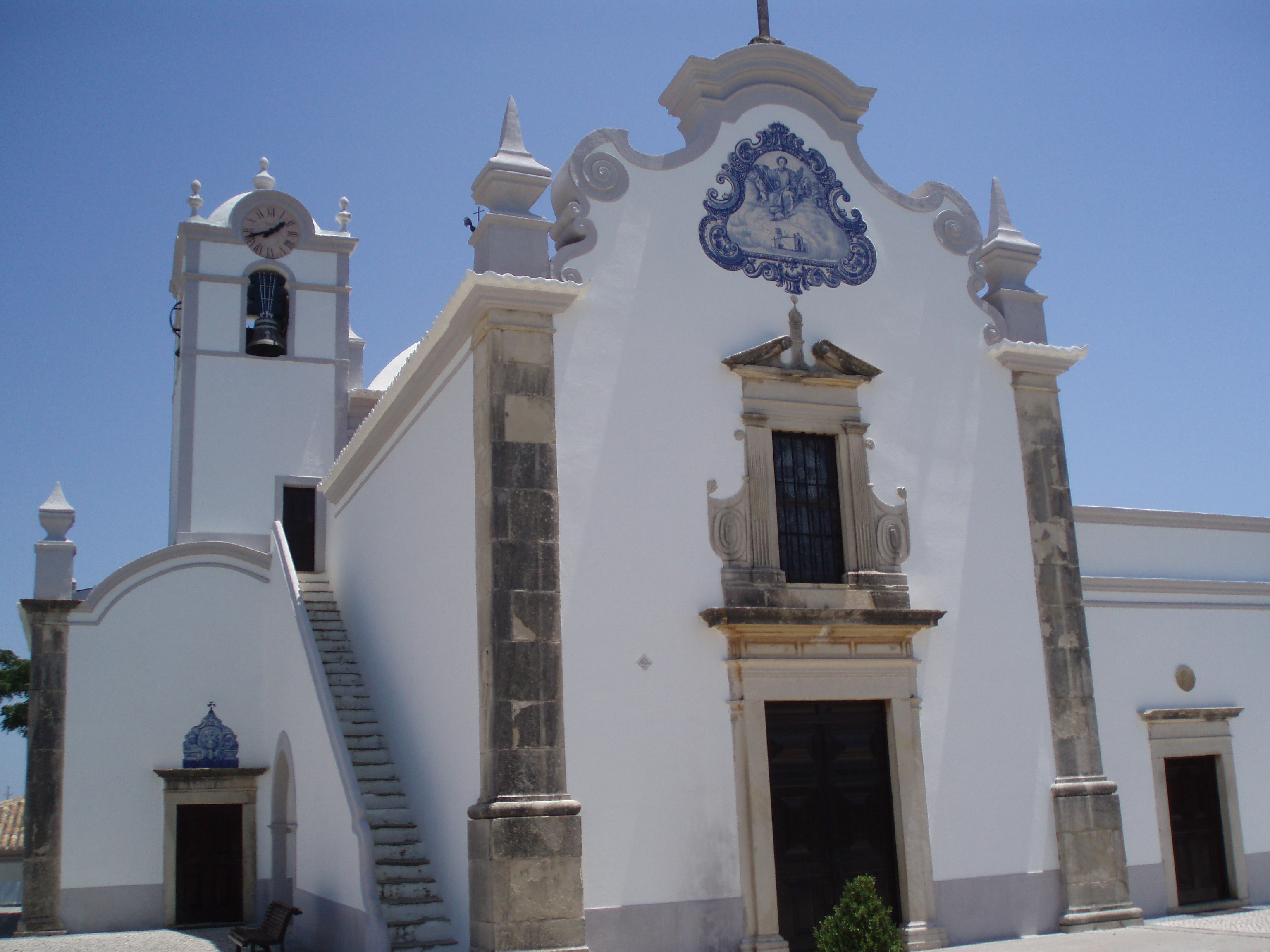
Головний вхід.